# خالد الرشد
خالد الرشد إعلامي سوري الأصل، معد ومقدم برنامج رحلة في الذاكرة على قناة روسيا اليوم من مواليد روسيا عام 1979.
تخرج من معهد بلدان آسيا وإفريقيا بجامعة موسكو الحكومية سنة 2002 وحصل على شهادة الماجستير بامتياز سنة 2004.
وقد عمل مع العديد من المؤسسات الإعلامية في روسيا وخارجها منها قناة “القطرية” الفضائية. وقناة "RT" الناطقة بالعربية، ونشر عدة أعمال متعلقة بعلم الدين المقارن.